# Batracomorphus palinurus
Batracomorphus palinurus är en insektsart som beskrevs av Knight 1983. Batracomorphus palinurus ingår i släktet Batracomorphus och familjen dvärgstritar. Inga underarter finns listade i Catalogue of Life.